# Джинна (фільм)
Джинна — це пакистансько-британський епічний біографічний фільм 1998 року, який показує життя засновника Пакистану, Мухаммеда Алі Джинна. Режисером виступив Джаміл Деглаві, сценарій написано Акбаром С. Ахмедом і Джамілем Деглаві. У головній ролі знявся англійський актор сер Крістофер Лі.